# Thorsten Zaunmüller
Thorsten Zaunmüller (* 11. Mai 1970 in Prien am Chiemsee) ist ein deutscher Fußballtrainer. 

## Werdegang
Zaunmüller ist ausgebildeter Sportlehrer und Sportphysiotherapeut, besitzt die A-Lizenz als Fußballtrainer und arbeitete zeitweilig als Trainer im Mädchenförderzentrum des Bayerischen Fußball-Verbandes in Grassau. 2008 verpflichtete ihn der FFC Wacker München (damals 2. Frauen-Bundesliga Süd) als Cheftrainer, wo er zwei Jahre lang tätig war, jedoch den Abstieg in die Regionalliga nach der Saison 2009/10 nicht verhindern konnte.
Im Juli 2010 stellte der FF USV Jena nach längerer Suche Zaunmüller als Nachfolger der zurückgetretenen Cheftrainerin Heidi Vater vor. Zu seinem Trainerstab gehörten Sandy Mazur (ab Oktober 2010 Michael Zahn) als Assistenztrainer und der ehemalige Zweitliga-Torhüter Daniel Kraus als Torwarttrainer. Nach zahlreichen Niederlagen in der Bundesliga (unter anderem 0:7 gegen den SC 07 Bad Neuenahr, zuletzt 1:4 gegen den VfL Wolfsburg) und dem Ausscheiden im DFB-Pokal (0:8 gegen den 1. FFC Turbine Potsdam) wurde er jedoch nach weniger als fünf Monaten Amtszeit als USV-Trainer beurlaubt. Torwarttrainer Daniel Kraus wurde zunächst als Interimstrainer eingesetzt. Am 12. Juli 2011 wurde er als Co-Trainer von Thomas Wörle ernannt, Cheftrainer der Bayern-Frauenfußballmannschaft, dem er bis zum 2014 zur Seite stand.
Zur Saison 2015/16 übernahm Zaunmüller den Trainerposten beim in der A-Klasse spielenden TSV Übersee, den er zwei Spielzeiten lang betreute.
Im Juli 2019 wurde Zaunmüller als neuer Leuter des BFV-Nachwuchsleistungszentrums des SB Chiemgau Traunstein vorgestellt, bereits ein halbes Jahr später war er von dieser Position wieder zurückgetreten.